# 神魂合體
《神魂合體》（日语：神魂合体ゴーダンナー!!）是日本的機器人動畫。2003年10月1日至12月24日在「アニメ魂」時段播放，續編《神魂合體 SECOND SEASON》在2004年4月5日至6月28日播放，各13話。全26話。

## 登場人物

### 日本Dannar基地（ダンナーベース）
猿渡剛（聲：近藤孝行）
本作男主角。GoDannar駕駛員，5年前（第1話開頭）失去戀人米拉，同時救了杏奈，5年後（第一話中段）娶其為妻，但婚禮途中擬態獸入侵必須出動而中斷。
第25話擊敗超擬態獸後因拉比多症候群發作而形成蛹的狀態，7年後以森本家後代的基因製成的疫苗而重生，重生1年後與杏奈正式完婚。
葵杏奈 / 猿渡杏奈（聲：中原麻衣）
本作女主角。Neo Okusaer及Go Okusaer駕駛員。故事開始時為高中生，葵霧子博士獨生女，8年後與剛正式完婚。
米拉·阿卡曼（聲：久川綾）
主角剛的前戀人。5年前（第1話開頭）為保護剛而駕駛Neo Okusaer與擬態獸自爆而死亡（其為何會復活且出現在Club Mariner裡，劇情無詳細解釋）。
5年後（第一話中段）從被擬態獸融合的Club Mariner發現，甦醒後心智猶如幼兒一般，無意識下讓一同被發現的麥克斯甦醒。
第13話讓死去的靜流甦醒後恢復意識，回歸駕駛Neo Okusaer。
5年前戰死後待在擬態獸體內長達5年之久，基因產生變化，成為反拉比多症候群基因的第一攜帶者。
擊敗超擬態獸的數年後因事務繁忙未出席剛與杏奈的婚禮，小說版有出席剛與杏奈的婚禮，漫畫版是和杏奈以一夫二妻的形式，與剛一起結婚。
藤村靜流（聲：かかずゆみ）
暗戀剛。Core Gunner駕駛，剛被限制出動時曾駕駛GoDannar，全能駕駛員。
第13話曾一度死亡，米拉的反拉比多症基因作用下甦醒並回歸前線。
擊敗超擬態獸的數年後代替事務繁忙的葵博士，擔任Dannar基地總司令。
光司鐵也（聲：檜山修之）
G-Gunner副駕駛。熱血直性子性格，口頭禪是「超OK！」，於第一話重傷後休養，故事後期是唯一沒得拉比多症候群的男駕駛，也駕駛G-Zero Gunner出擊。
喜歡靜流也自稱「靜流的搭檔」，擊敗超擬態獸的數年後代替既是駕駛員的影丸，成為Dannar基地指揮官。
名字原型是「無敵鐵金剛」的主角－兜甲兒與「金剛大魔神」的主角－劍鐵也，外表&戰鬥服和甲兒非常相似。
麥克斯（聲：石川英郎）
5年前駕駛Club Mariner在戰後失蹤（劇中無詳細解釋），第1話與米拉一同在被擬態獸融合的Club Mariner裡發現。
猿渡忍（聲：皆川純子）
猿渡剛的弟弟。疑似暗戀杏奈，性格溫和卻有些許腹黑。
雖身為傳說駕駛員的弟弟，但不知為何本人卻有著複雜情感，之後接受靜流的秘密特訓，於剛擊敗超擬態獸後因拉比多症候群發作而形成蛹後決心成為正式駕駛員
小說與漫畫版則代替變成蛹狀態的剛並臨時擔任GoDannar主駕駛員並出戰。擊敗超擬態獸的數年後正式成為Dannar基地的Neo Diver駕駛員。
葵霧子（聲：本田貴子）
杏奈的母親，研究巨大機器人的權威，人稱葵博士。
影丸（聲：山口太郎）
Dannar基地隊長，看似面無表情，實為熱血漢性格，暗戀葵霧子博士，但得知葵霧子與龍也既已婚，也大受打擊而失戀。
最終話擊敗超擬態獸的數年後，為早日脫離失戀陰霾下從指揮官轉任駕駛員，並駕駛。
葵龍也（聲：石丸博也）
Dannar基地創辦人，葵霧子博士的丈夫，自杏奈年幼即離開其身邊，曾以多重身分於杏奈身邊照應（牧師、校長、咖啡廳店長、卡車司機），以彌補沒有陪女兒長大的遺憾，戰後再度失蹤。
外表與「無敵鐵金剛」的兜甲兒非常相似。
笹暮小波（聲：渡邊明乃）
隸屬Dannar基地的通訊員，和桃子組成搭檔。
經常擔當桃子的吐槽役，其實年紀比桃子大一歲，擊敗超擬態獸的數年後與桃子共乘Opere Tiger一同巡邏。
桃園桃子（聲：能登麻美子）
隸屬Dannar基地的通訊員，和小波組成搭檔。
經常擔當小波的裝傻役，擊敗超擬態獸的數年後與小波共乘Opere Tiger一同巡邏。
芝草（聲：堀川仁）
隸屬Dannar基地的技師長，本名不明。
職員們都稱呼為老爹（本人當初不接受此稱呼），退休之後此稱呼成永久缺號，與剛相處不錯也彼此互相理解。
擊敗超擬態獸的數年後與冬子共同經營拉麵屋（小說版說明與冬子既已成婚）
柊冬子（聲：細川聖可）
隸屬Dannar基地的女技師。
通稱「冬子」老是經常忘記關門，仰慕芝草，擊敗超擬態獸的數年後與芝草共同經營拉麵屋（小說版說明與芝草既已成婚）
林奈奈繪（聲：加藤奈奈繪）
隸屬Dannar基地的女技師。
於同事-森本也關係良好，擬態獸13號入侵事件而波及，入院後森本經常看望她自己也產生感情，最後正式與森本結婚生下3子，3子的名字各取剛、杏奈、米拉。
森本（聲：川田紳司）
隸屬Dannar基地的技師，本名不明。
仰慕林也關係良好，最後正式與林結婚。
杉山（聲：小野大輔）
隸屬Dannar基地的副技師，本名不明。
已婚，經常與妻子「愛妮妲」互相愛慕，芝草退休後繼任其職位成技師長。最後愛妮妲突然現身讓本人嚇一大跳。
柳澤（聲：藤田圭宣）
隸屬Dannar基地的技師，本名不明。
常消極思考的陰暗青年，誤以為剛是騙杏奈而結婚，將他視為勁敵。
喜歡眼鏡娘，但最後被甩掉而收場。

### 英國聯合總部（ユニオンベース）
奈特·瓦倫泰因（聲：綠川光）
隸屬英國聯合的Dragliner主駕駛員（擔任操縱），別名「華麗擊墜王」。
艾麗絲·瓦倫泰因（聲：田村由香里）
隸屬英國聯合的Dragliner副駕駛員（擔任熱兵器管理），也仰慕義兄-奈特。

### 俄羅斯VEGA基地（ベガベース）
艾卡媞麗娜（聲：山田美穂）
隸屬俄羅斯VEGA的Volspina主駕駛員
具有女王氣質與邪惡女幹部的妖豔強氣印象也容易造成誤解，實際本人對弱者伸出援手也懷有強烈正義感。
庫庫拉切夫（聲：川田紳司）
隸屬俄羅斯VEGA的Volspina副駕駛員，忠實聽艾卡媞麗娜命令的沉默溫順型男。

### 北美Silicone基地（シリコンベース）
影·達拉梵（聲：甲斐田裕子）
隸屬北美Silicone的Genesister主駕駛員，中性外貌的男裝麗人。
露娜（聲：川上倫子）
隸屬北美Silicone的Genesister副駕駛員，具有優秀的解析能力，並分析擬態獸的行動模式。
學生時代就認識影並仰慕，漸漸產生其戀愛關係。

### 中國Dino基地（ダイノベース）
孟獲（聲：小杉十郎太）
隸屬中國Dino的GodDiner主駕駛員，是位豪爽猛烈性格的人。
與剛是巨神戰爭時代的戰友，和奈特經常因個性不合而吵架，實際內心是彼此互相承認對方的實力。
祝融（聲：山崎和佳奈）
隸屬中國Dino的GodDiner副駕駛員，常制止孟獲的衝動行為。

### Menage-Zero（メナージュ・ゼロ）
露·魯格（聲：清水香里）
羅的女兒，擔任Blade Gainer副駕駛員與Cele Blade駕駛員。
宇宙基地被擬態獸破壞後由剛一行收養並同居，對擬態獸的復仇心態下和劍共同行動。
劍（聲：大川透）
無所屬的Blade Gainer主駕駛員，本名不明。
因妻子-羅莎為救自己而犧牲被擬態獸侵蝕死亡，從此為尋找愛妻的Cele Blade而復仇並無視命令突襲擬態獸
羅莎（聲：皆川純子）
Cele Blade第一任駕駛員，是劍的妻子&搭檔。
為了救劍而自我犧牲被擬態獸侵蝕死亡，僅回憶提到。

### 宇宙基地（コスモベース）
羅·魯格（聲：小谷津央典）
露的父親，宇宙基地總司令兼Cosmo Diver主駕駛。
妻子已故並葬於地球，與露共同生活於宇宙基地，但擬態獸18號以宇宙基地為巢並破壞控制裝置。
先將搭乘Cosmo Diver（副機）的露強制彈射到地球，本人阻止擬態獸18號並爭取時間讓全員逃生出去，最後戰死，但倖存的27名宇宙基地職員紛紛到達地球並一一獲救。

## 登場機體

### 日本Dannar基地（ダンナーベース）
Go Dannar
日本Dannar基地主力機體，本作主角機，由Dannar與Neo Okusaer合體而成。
搭載等離子驅動（Plasma Driver）系統，可與Neo Okusaer合體，成為雙重驅動模式（Twin Driver Mode），頭部後方噴射火焰為金黃色，之後與Go Okusaer合體改為藍白色火焰。
合體後整體顏色由藍色轉為紅色，攻擊以拳技和踢技為主，Dannar為丈夫的意思。
Neo Okusaer
GoDannar的副機，女性外型機體，顏色為粉紅色，可與ダンナー合體，原駕駛為米拉，於5年前陣亡後由葵杏奈駕駛，復活後回歸駕駛。Okusaer（オクサー）為新娘之意，
右手主攻，左手防禦。
Go Okusaer
Neo Okusaer的原型機，顏色為桃紅色，外型同女性型體，駕駛為葵杏奈，米拉、靜流都曾測試駕駛過，同樣可與Dannar合體。
Core Gunner
以槍械為主力武器的女型機體，以射擊武器見長，顏色為紫色，裝備裝甲後成為G-Gunner的核心機體，G-Gunner被破壞之後以可單獨作戰為主進行改造並追加右腕的長距離光束來福槍「狙擊手手臂」，駕駛為靜流。
G-Gunner
Core Gunner裝備重裝甲與重武器後的型態，副駕駛為光司。
G-Zero Gunner
以G-Gunner為基礎設計的後繼機種，不須和Core Gunner合體也能單獨作戰，駕駛為光司，同樣是重裝甲重火力機體。
Club Mariner
5年前戰爭後失蹤（劇情無詳細描述），於第一集再出時已被擬態獸寄生，被GoDannar擊破，從裡面尋獲失蹤的麥克斯，與理應自爆身亡的米拉。
Opere Tiger
雙駕駛宇宙戰用機體，駕駛為笹暮小波及桃園桃子（兩者皆為Dannar基地前通訊員），同Okusaer外型為女性身型，顏色為黑黃虎紋，第26話登場。
Neo Diver
以Cosmo Diver為基礎設計的機體，駕駛為猿渡忍，第26話尾聲登場。

宇宙戰機體，駕駛員為前Dannar隊長影丸，第26話尾聲登場。

### 宇宙基地（コスモベース）
Cosmo Diver
宇宙基地的宇宙用機體，本體於宇宙基地被擬態獸18號擊毀，副機被強制彈射出去，被Dannar基地收容，本體駕駛為羅，副機駕駛為露。
之後露為復仇，投奔劍，可變形為潛水艇與太空梭。

### 俄羅斯VEGA基地（ベガベース）
Volspina
俄羅斯VEGA基地所屬機體，外型為粉色巨乳女性型體，主力武器光束鞭，駕駛為艾卡媞麗娜。
Slav Wing
Volspina的副機，外型為戰鬥機，駕駛為庫庫拉切夫。
Spinner Boy
Volspina的運輸支援機。

### 英國聯合總部（ユニオンベース）
Dragliner
英國聯合總部所屬戰機，外型為轟炸機，武裝多為機槍及飛彈，裝備有人型副機Dragon Fighter。
戰機本體可變型野獸型態（Beast mode），外型為一隻翼龍。
駕駛為奈特·瓦倫泰因與艾麗絲·瓦倫泰因兄妹。
Dragon Fighter
Dragliner搭載的人型機械戰士。

### 中國Dino基地（ダイノベース）
GodDiner
中國Dino基地所屬機體，主力武器為棍棒類武器，棍內會展開鑽頭與斧頭和鐵鍊等冷兵器。
God Horn
Goddiner下半身組件，外型為坦克，駕駛員為孟獲。
God Sonic
Goddiner上半身組件，外型為戰機，駕駛員為祝融。

### 北美Silicone基地（シリコンベース）
Genesister
北美Silicone基地所屬戰機，由兩架戰機組合而成，以光束弓箭為武器，駕駛為影和露娜。
Shadow Star
影所駕駛的主戰機。
Luna Sister
露娜駕駛的副戰機。

### Menage-Zero（メナージュ・ゼロ）
Blade Gainer
所屬組織及來歷皆不明，主力武器為一把劍，四處斬殺蜈蚣型擬態獸，只為找尋失蹤的愛妻及其機體，同樣搭載等離子驅動及雙驅動合體機制，駕駛員為劍。
Cele Blade
Blade Gainer的副機，前任駕駛為羅莎，可變形成一把大劍，劍認可露後將機體交給露。第25話與剛及杏奈組成三重驅動模式斬殺超擬態獸。
Shadow Crow
Blade Gainer的鳥型支援戰機，雙翼可變為Blade Gainer的劍

### Boy系列（ボーイ系列）
Jet Boy
Dannar基地的支援戰機。
Fat Boy
裝備飛彈的地對空的支援機體。
Desert Boy
海戰用機體。
Thunder Boy
戰機外型的空戰用戰鬥機。

## 主題曲
神魂合體!!
片頭曲
作詞 - 桑原永江 / 作曲・編曲 - 渡辺宙明 / 歌 - 串田晃
片尾曲
作詞 - 桑原永江 / 作曲・編曲 - 渡辺宙明 / 歌 - 堀江美都子&水木一郎
神魂合體!! SECOND SEASON
片頭曲
作詞 - 桑原永江 / 作曲・編曲 - 渡辺宙明 / 歌 - 堀江美都子&水木一郎
片尾曲
作詞 - 桑原永江 / 作曲・編曲 - 渡辺宙明 / 歌 - 串田アキラ
片尾曲（#26）
作詞 - 桑原永江 / 作曲・編曲 - 渡辺宙明 / 歌 - 串田晃
插曲「最愛」（#16、#21、#23、#25）
作詞 - 柚木美祐 / 作曲・編曲 - 渡辺宙明 / 歌 - 堀江美都子
插曲（#25）
作詞 - 桑原永江 / 作曲・編曲 - 渡辺宙明 / 歌 - 堀江美都子&水木一郎
※與片頭曲的版本稍有不同，CD未收錄。

## 各話一覽
| 話數 | 標題 | 脚本             | 分鏡                | 演出              | 作畫監督                 | 機器作畫監督      |
| ---- | ---- | ---------------- | ------------------- | ----------------- | ------------------------ | ----------------- |
| 1    |      | 長岡康史 玉井☆豪 | 長岡康史            | 長岡康史 川島宏   | 木村貴宏                 | 山根理宏          |
| 2    |      | 長岡康史 玉井☆豪 | 長岡康史            | 西村大樹          | 大貫健一                 | 宇佐美皓一        |
| 3    |      | 川崎裕之         | 谷口悟朗            | 泉明宏            | 永田正美                 | 西井正典          |
| 4    |      | 川崎裕之         | 久城りおん          | 久城りおん        | 金子拓                   | 寺田嘉一郎        |
| 5    |      | 長岡康史 玉井☆豪 | 森本正木 因幡はじめ | 山內東生雄 川島宏 | 木村貴宏                 | 田村勝之          |
| 6    |      | 川崎裕之         | 後藤圭二            | 三宅雄一郎        | 森前和也                 | 森田岳史 西山忍   |
| 7    |      | 川崎裕之         | 高岡淳一 黑木冬     | 古川順康          | 大貫健一                 | 山根理宏          |
| 8    |      | 川崎裕之         | 森本正木            | 加藤顕            | 工藤柾輝                 | -                 |
| 9    |      | 川崎裕之         | 渡邊慎一            | 溝淵康人          | 中井準                   | 永田正美          |
| 10   |      | 川崎裕之         | 大畑晃一            | 元永慶太郎        | 木村貴宏                 | 西井正典          |
| 11   |      | 川崎裕之         | 山中英治            | 三宅雄一郎        | 渡邊純子                 | 森田岳士 西山忍   |
| 12   |      | 川崎裕之         | 玉川達文            | 古川順康          | 大貫健一 高岡淳一        | 西井正典          |
| 13   |      | 川崎裕之         | 平野俊貴            | 久城りおん        | 木村貴宏                 | 山根理宏          |
|      |      |                  |                     |                   |                          |                   |
| 14   |      | 長岡康史         | 長岡康史            | 久城りおん        | 木村貴宏                 | 山根理宏          |
| 15   |      | 川崎裕之         | 森本正木            | 古川順康          | 大貫健一                 | 西井正典          |
| 16   |      | 川崎裕之         | 吉田英俊            | 喜多幡徹          | 植田洋一                 | 山根理宏          |
| 17   |      | 山田光洋         | 笹嶋啓一            | 三宅雄一郎        | 平田雄三                 | 平田雄三          |
| 18   |      | 高山克彦         | 森本正木            | 加藤顕 久城りおん | 木村貴宏                 | 永田正美          |
| 19   |      | 高山克彦         | 山崎理              | 三宅雄一郎        | 堀井久美                 | 西山忍            |
| 20   |      | 川崎裕之         | 吉田英俊            | 元永慶太郎        | 平山円                   | 西井正典          |
| 21   |      | 高山克彦         | 森本正木            | 加藤顕 久城りおん | 木村貴宏 平山円 永田正美 | 平田雄三 西井正典 |
| 22   |      | 高山克彦         | 平野俊貴            | 古川順康          | 大貫健一                 | 山根理宏          |
| 23   |      | 川崎裕之         | 山田正樹            | 三好正人          | 椛島洋介                 | 椛島洋介          |
| 24   |      | 川崎裕之         | 大貫健一 長岡康史   | 久城りおん        | 平山円 堀井久美          | 西井正典 永田正美 |
| 25   |      | 川崎裕之         | 平野俊貴            | 元永慶太郎        | 植田洋一                 | 椛島洋介          |
| 26   |      | 川崎裕之         | 長岡康史            | 長岡康史          | 木村貴宏                 | 山根理宏          |

## 放送局
| 放送地域 | 放送局   | 放送期間                       | 放送日時           | 放送區分 |
| -------- | -------- | ------------------------------ | ------------------ | -------- |
| 日本全域 | AT-X     | 2003年10月1日 - 2003年12月24日 | 水曜 10:00 - 10:30 | CS放送   |
| 神奈川縣 | TVK      | 2003年10月3日 - 2003年12月26日 | 金曜 24:30 - 25:00 | UHF系    |
| 京都府   | KBS京都  | 2003年10月4日 - 2003年12月27日 | 土曜 8:00 - 8:30   | UHF系    |
| 長野縣   | 信越放送 | 2003年10月10日 - 2004年1月2日  | 金曜 26:00 - 26:30 | JNN系    |
| 日本全域 | BS朝日   | 2003年10月13日 - 2003年1月5日  | 月曜 25:40 - 26:10 | BS放送   |
| 東京都   | 東京MXTV | 2003年10月16日 - 2003年1月8日  | 木曜 23:30 - 24:00 | UHF系    |
| 廣島縣   | 中國放送 | 2003年10月26日 - 2003年1月18日 | 日曜 27:20 - 27:50 | JNN系    |
|          |          |                                |                    |          |
| 京都府   | KBS京都  | 2004年4月5日 - 2004年6月28日   | 月曜 25:25 - 25:55 | UHF系    |
| 神奈川縣 | TVK      | 2004年4月6日 - 2004年6月29日   | 火曜 25:05 - 25:35 | UHF系    |
| 日本全域 | AT-X     | 2004年4月7日 - 2004年6月30日   | 水曜 10:00 - 10:30 | CS放送   |
| 日本全域 | BS朝日   | 2004年4月12日 - 2004年7月5日   | 月曜 26:00 - 26:30 | BS放送   |
| 東京都   | 東京MXTV | 2004年4月15日 - 2004年7月8日   | 木曜 25:00 - 25:30 | UHF系    |
| 長野縣   | 信越放送 | 2004年4月16日 - 2004年7月9日   | 金曜 26:00 - 26:30 | JNN系    |

## 關連項目
- 機器人動畫
- UHF動畫

## 外部連結
- 神魂合體!!官方網站 （页面存档备份，存于）（日語）
- PS2版神魂合體!!官方網站 （页面存档备份，存于）（日語）
- CR神魂合體!!官方網站（日語）